# El Pueblillo
El Pueblillo är en ort i Mexiko.   Den ligger i kommunen Hueytamalco och delstaten Puebla, i den sydöstra delen av landet, 210 km öster om huvudstaden Mexico City. El Pueblillo ligger 335 meter över havet och antalet invånare är 218.
Terrängen runt El Pueblillo är kuperad söderut, men norrut är den platt. Runt El Pueblillo är det ganska tätbefolkat, med 100 invånare per kvadratkilometer. Närmaste större samhälle är Tlapacoyan, 4,8 km sydost om El Pueblillo. I omgivningarna runt El Pueblillo växer huvudsakligen savannskog.